# XXX (álbum de Miguel Bosé)
XXX  es el nombre del noveno álbum de estudio grabado por el cantante español Miguel Bosé (el segundo con la casa musical WEA). Fue lanzado al mercado el 24 de noviembre de 1987 en España. Éste fue el intento de Bosé de entrar en el mercado estadounidense; fue editado por WEA y producido por Tony  Mansfield, exmiembro de la banda inglesa New Musik.
El álbum consta de 10 canciones; entre las cuales aparece uno de los grandes éxitos del cantante en los años 80: "Cómo un lobo". El álbum toma el título de XXX debido a que Bosé cumplía la edad de 30 años.

## Realización y promoción
Las canciones son más elaboradas, de mayor duración y se deja notar la dirección musical del productor del disco. Para promocionar el álbum, el cantante recorta su pelo peinándolo hacia atrás y vistiendo en varias ocasiones con gabardina negra.
El primer sencillo fue la canción "Duende", la cual comienza a sonar por toda España; pero desde un inicio, la canción que más suena es "Cómo un lobo"; la compañía disquera decide realizar un vídeo promocional para esta canción, en el cual, aparece un Miguel Bosé llegando a un cuarto de Hotel; el vídeo y la canción se vuelven uno de los grandes éxitos de Bosé.
El álbum se convierte, al igual que sus dos anteriores, en un éxito en España y toda América Latina.  También se editaron versiones de este álbum para el mercado estadounidense con las versiones en inglés y para el mercado italiano, pero desafortunadamente estas no tuvieron éxito.
Para promocionar el disco, a inicios de 1988, Miguel Bosé se embarca en una gira de conciertos denominada "XXX Tour'88" por varias ciudades de España y algunas capitales de América Latina; obteniendo grandes audiencias y un éxito sin precedentes para un artista Español en concierto.  La clausura de la gira se lleva a cabo en la ciudad de Barcelona, en la plaza de toros y la Televisión Española trasmite el concierto a nivel nacional.

## Lista de canciones
| XXX   |                       |                                                                      |          |  |
| N.º   | Título                | Escritor(es)                                                         | Duración |  |
| 1.    | «Quieres América»     | H. Valentin, Miguel Bosé, R. Johan                                   | 4:57     |  |
| 2.    | «Como un lobo»        | C. D'Onofrio, G. Vanni, M. Tazzi, Miguel Bosé, M. Ogletree, P. Costa | 3:58     |  |
| 3.    | «¿Quién la mató?»     | G. Clark, Miguel Bosé                                                | 3:20     |  |
| 4.    | «Que no hay... (XXX)» | C. Marrale, Miguel Bosé                                              | 6:41     |  |
| 5.    | «Over my head»        | A. Rear, C. D'Onofrio, G. Vanni, M. Tazzi, M. Ogletree, P. Costa     | 4:16     |  |
| 6.    | «Duende»              | M. Ansell, Miguel Bosé                                               | 5:08     |  |
| 7.    | «Jonás y la ballena»  | A. Fornili, E. Feliciati, Miguel Bosé                                | 5:00     |  |
| 8.    | «Corazón infame»      | E. Feliciati, Miguel Bosé, S. Melone                                 | 4:32     |  |
| 9.    | «Justine»             | Feliciati, Miguel Bosé, S. Melone                                    | 4:41     |  |
| 10.   | «La Gran Ciudad»      | Miguel Bosé, M. Cinelu                                               | 5:54     |  |
| 47:59 |                       |                                                                      |          |  |

## Créditos de realización
- Coros: Andrea Bronston, Juan Canovas, Mary Jamison, Pedro Sánchez
- Edición: Tony Phillips
- Ingenieros de sonido: Simon Osbourne, Tony Phillips
- Asistentes: Donal Hodgson, Peter Hullah, Reynold Swan
- Mezclas: Tony Mansfield, Tony Phillips
- Producción: Tony Mansfield